# Aschehougpriset
Aschehougpriset (på norska: Aschehougprisen) är ett årligt litterärt pris som utdelas av förlaget Aschehoug.
Priset ges till norska författare utan hänsyn till vilket förlag som publicerar verken och består av en statyett samt en penningsumma på 100 000 norska kronor (2007).

## Mottagare av Aschehougpriset
- 1973 – Stein Mehren
- 1974 – Bjørg Vik
- 1975 – Kjartan Fløgstad
- 1976 – Karin Bang
- 1977 – Knut Hauge
- 1978 – Olav H. Hauge
- 1979 – Ernst Orvil och Tor Åge Bringsværd
- 1980 – Idar Kristiansen
- 1981 – Jan Erik Vold
- 1982 – Kjell Erik Vindtorn
- 1983 – Arnold Eidslott
- 1984 – Cecilie Løveid
- 1985 – Edvard Hoem
- 1986 – Rolf Jacobsen
- 1987 – Finn Carling
- 1988 – Einar Økland
- 1989 – Bergljot Hobæk Haff
- 1990 – Erling Kittelsen
- 1991 – Kjell Askildsen
- 1992 – Eldrid Lunden
- 1993 – Jan Kjærstad
- 1994 – Inger Elisabeth Hansen
- 1995 – Lars Amund Vaage
- 1996 – Tor Fretheim
- 1997 – Jon Fosse
- 1998 – Gro Dahle
- 1999 – Øyvind Berg
- 2000 – Laila Stien
- 2001 – Ole Robert Sunde
- 2002 – Ellen Einan
- 2003 – Steinar Opstad
- 2004 – Dag Solstad
- 2005 – Hans Herbjørnsrud
- 2006 – Espen Haavardsholm
- 2007 – Hanne Ørstavik
- 2008 – Paal-Helge Haugen
- 2009 – Thure Erik Lund
- 2010 – Anne Oterholm
- 2011 – Bjørn Sortland
- 2012 – Ragnar Hovland
- 2013 – Erlend Loe
- 2014 – Geir Gulliksen[1]
- 2015 – Vigdis Hjorth
- 2016 – Per Petterson
- 2017 – Øyvind Rimbereid
- 2018 – Liv Køltzow
- 2019 – Johan Harstad
- 2020 – Ingen mottagare
- 2021 – Karin Haugane
- 2022 – Linn Ullmann
- 2023 – Ingvar Ambjørnsen